# Йохан II фон Хонщайн
Йохан II фон Хонщайн (на немски: Johann II von Honstein; † пр. 14 юни 1492) е граф на Хонщайн-Лохра, господар на Клетенберг-Хелдрунген.
Той е единственият син на граф Ернст III фон Хонщайн-Лохра († 1454, убит на турнир) и съпругата му Аделхайд фон Олденбург († 1492), дъщеря на граф Дитрих фон Олденбург († 1440) и втората му съпруга Хайлвиг фон Холщайн († 1436). Майка му е сестра на Кристиан I († 1481), който от 1448 г. е крал на Дания, Норвегия и Швеция.
Майка му Аделхайд фон Олденбург се омъжва втори път пр. 7 май 1457 г. за граф Гебхард VI фон Мансфелд († 1492).

## Фамилия
Йохан II фон Хонщайн се жени сл. 1450 г. за Анна фон Кверфурт († 1480), дъщеря на граф Протце III фон Кверфурт († 1426) и Агнес фон Байхлинген. Бракът е бездетен.
Той се жени втори път 1480 г. за Маргарета фон Глайхен-Тона († 24 октомври 1518, убита в Копенбрюге,
Пирмонт), дъщеря на граф Зигмунд I фон Глайхен-Тона 'Стари' († 1494) и Агнес фон Кверфурт († 1461), дъщеря на Протце III фон Кверфурт († 1426) и Агнес фон Байхлинген. Те имат една дъщеря:

- Анна фон Хонщайн († 5 ноември 1537), сгодена на 26 август 1518 г., омъжена на 24 октомври 1518 г. в Копенбрюге за граф Фридрих фон Шпигелберг-Пирмонт († 5 март 1537)